# Memecylon lawsonii
Memecylon lawsonii är en tvåhjärtbladig växtart som beskrevs av James Sykes Gamble. Memecylon lawsonii ingår i släktet Memecylon och familjen Melastomataceae. IUCN kategoriserar arten globalt som sårbar. Inga underarter finns listade i Catalogue of Life.